# Слован (Пенсільванія)
Слован (англ. Slovan) — переписна місцевість (CDP) в США, в окрузі Вашингтон штату Пенсільванія. Населення — 529 осіб (2020).

## Географія
Слован розташований за координатами 40°21′34″ пн. ш. 80°23′6″ зх. д. / 40.35944° пн. ш. 80.38500° зх. д. (40.359525, -80.385017).  За даними Бюро перепису населення США в 2010 році переписна місцевість мала площу 1,52 км², уся площа — суходіл.

## Демографія
Згідно з переписом 2010 року, у переписній місцевості мешкало 555 осіб у 256 домогосподарствах у складі 149 родин. Густота населення становила 365 осіб/км².  Було 298 помешкань (196/км²).
Расовий склад населення:
| - 97,5 % — білих - 0,5 % — чорних або афроамериканців - 0,2 % — корінних американців - 0,2 % — азіатів |

До двох чи більше рас належало 1,6 %. Частка іспаномовних становила 1,3 % від усіх жителів.
За віковим діапазоном населення розподілялося таким чином: 18,2 % — особи молодші 18 років, 60,5 % — особи у віці 18—64 років, 21,3 % — особи у віці 65 років та старші. Медіана віку мешканця становила 44,9 року. На 100 осіб жіночої статі у переписній місцевості припадало 87,5 чоловіків;  на 100 жінок у віці від 18 років та старших — 87,6 чоловіків також старших 18 років.
За межею бідності перебувало 10,8 % осіб, у тому числі 13,6 % дітей у віці до 18 років та 0,0 % осіб у віці 65 років та старших.
Цивільне працевлаштоване населення становило 144 особи. Основні галузі зайнятості: транспорт — 13,2 %, роздрібна торгівля — 13,2 %, будівництво — 13,2 %.